# 加藤友朗
加藤 友朗（かとう ともあき、1963年 - ）は、東京都出身の外科医。多臓器移植の分野で先駆者として知られる。現在、コロンビア大学医学部外科学教授およびコロンビア大学付属ニューヨーク・プレスバイテリアン病院肝小腸移植外科部長。

## 来歴
筑波大学附属駒場中学校・高等学校を経て、1987年に東京大学薬学部を卒業後、大阪大学医学部に学士入学し、1991年に卒業。同大学でインターンシップを修了後、兵庫県の市立伊丹病院にて研修医として勤務。その後、1995年から2年間マイアミ大学医学部にてクリニカル・フェローとして勤務し、1997年からは同大学で小児移植外科学准教授。2000年に帰国し、大阪大学消化器外科助教。このとき日本での生体肝移植に携わる。2003年に再び渡米、マイアミ大学に戻り外科准教授。2007年から同大学外科教授。2008年にコロンビア大学外科へ移り、2009年同大学外科教授。
1980年代後半から1990年代前半にかけてヨーロッパで開発されたAPOLT（Auxiliary Partial Orthotopic Liver Transplantation、自己肝温存生体部分肝移植術）を初めて実用化した人物の一人として知られる。APOLTを使用した場合、免疫抑制剤の使用が不要になる。2008年3月、複雑に絡み付いた腫瘍を摘出する過程で6臓器の同時切除・再移植（自家移植）を初めて成功させた。
現在、多くの学会員であり、180本以上の論文を出版している。

## 出演番組
- 世界を変える100人の日本人! JAPAN☆ALLSTARS「世界が渇望！奇跡の技を持つ外科医」（2009年6月5日　テレビ東京）
- プロフェッショナル仕事の流儀「最後の希望　覚悟の手術 ～移植外科医・加藤友朗～」（2010年1月19日　NHK総合）
- SWITCHインタビュー 達人達「為末大×加藤友朗」（2013年4月27日（2013年4月27日　NHK Eテレ）
- とくダネ!　（フジテレビ）コメンテーター　不定期
- ENGLISH JUKEBOX　（エフエム東京）
- 世界一受けたい授業（2016年9月17日、2017年2月25日　日本テレビ）
- 未来世紀ジパング（2016年10月3日　テレビ東京）
- 林修の今でしょ!講座（2016年10月4日　テレビ朝日）
- 真相報道 バンキシャ!（日本テレビ） コメンテーター

など

## 著作
- 移植病棟24時（2005年7月 集英社 / 2011年12月 集英社文庫）
- 赤ちゃんを救え！ 移植病棟２４時（2007年7月 集英社 / 2012年10月 集英社文庫）
- 「NO」から始めない生き方~先端医療で働く外科医の発想（2013年1月 ホーム社）
- ネイティブを動かすプレミアム英会話50 (2020年4月　新潮社）